# مجلس حضرموت الوطني

علم حضرموت الذي يتبناه اغلب أعضاء المجلس

مجلس حضرموت الوطني هو الحامل السياسي والاقتصادي والثقافي والعسكري والأمني الممثل لأبناء حضرموت في الداخل والخارج، تنضوي تحت إطار المجلس العديد من المكونات الحضرمية التي اجتمعت للتشاور في مدينة الرياض عاصمة المملكة العربية السعودية في شهر مايو 2023م، تم اشهار المجلس في 20 يونيو 2023م.

## الالتزامات والمبادئ
- وحدةَ حضرموت وحق أبنائها في إدارة شؤونهم الاقتصادية والسياسية والأمنية
- الاقرار بالتعددية السياسية والاجتماعية في حضرموت
- التأكيد على الالتزام بالأهداف المشتركة مع تحالف دعم الشرعية بقيادة المملكة العربية السعودية الشقيقة، واعلان نقل السلطة، وحيادية رئيس وأعضاء مجلس القيادة الرئاسي وهيئاته المساندة وقيادات السلطة العليا، وعدم توظيف او استخدام مهامهم الدستورية لتحقيق مكاسب سياسية
- للشعب في حضرموت عبر مكوناته المختلفة حق المشاركة العادلة في صناعة القرار السيادي، والتمثيل في الغرف البرلمانية والهيئات الحكومية والاستشارية والتفاوضية بما يضمن حماية المصالح الحيوية لأبناء حضرموت بشكل مستقل.
- تتعهد المكوناتُ الحضرمية بتحييد مؤسسات الدولة الخدمية والأمنية والعسكرية عن أي خلافات بينية من شأنها الإضرار بالمصالح العامة ومفاقمة الأزمة الانسانية في حضرموت.
- المشاركة في صياغة إعلان مبادئ على نطاق واسع يضمن تماسك الجبهة الداخلية، وردع أي تهديدات تستهدف حضرموت والمناطق المحررة، ودول الجوار والامن والسلم الدوليين، ويضمن وضع البلدِ على طريق السلام، والاستقرار والتنمية.
- تدعم الوثيقة السياسية والحقوقية الحضرمية أي إجراءاتٍ تدريجية تسعى لمعالجة المظالم وإيجاد آلياتٍ متوافق عليها للانتقال إلى التسوية السياسية النهائية، دون الغاء رغبات المجتمعات المحلية في اعادة تقرير مصائرها عبر مؤسسات الحكم المختلفة.

## الترتيبات الضامنة
- تُعلن المكوناتُ والقوى الحضرمية عن تشكيل (مجلس حضرموت الوطني)، حاملاً سياسيًا معبرًا عن طموحات المجتمع الحضرمي.
- يضمّ مجلس حضرموت الوطني في عضويته كل من:

أعضاء الوفد الحضرمي المشاركين في مشاورات الرياض 2023م.
الوزراء الحضارم في الحكومة اليمنية
المحافظ والوكلاء والوكلاء المساعدين بحضرموت
اعضاء مجلسي النواب والشورى الحضارم
نواب الوزراء الحضارم
القادة العسكريين والأمنيين الحضارم
رؤساء المكونات الحضرمية
```
الأكاديميين
```

قطاع المرأة
قطاع الشباب
منظمات المجتمع المدني
ممثلين عن المهاجر الحضرمية
شخصيات اعتبارية
وعلى أن يظلّ البابُ مفتوحاً لانضمام القوى والشخصيات الفاعلة والمتبنية لرؤية المجلس.
- تُشكّل هيئة تأسيسية لمجلس حضرموت الوطني، تعمل بالتنسيق مع محافظ حضرموت، تتولى التحضير لتشكيل المجلس وإعداد التصور الكامل لهياكله ونظامه الأساسي ولوائحه الداخلية، وذلك في مدة لا تتجاوز شهرين من هذا الإعلان.
- تُوقع القوى والمكونات الحضرمية على ميثاق شرفٍ بأن تعمل معاً على تشكيل (مجلس حضرموت (الوطني) وفقاً للالتزامات والمبادئ المتفق عليها.
- تعمل القوى والمكونات الحضرمية على التواصل مع ممثلي المجتمعات المحلية في حضرموت والمهاجر الحضرمية لضمان المباركة الشعبية الواسعة لتشكيل المجلس.
- يبدأ المجلس اتصالاته مع مستويات السلطة المركزية والمحلية في كل ما يتعلق بمشاورات الحل النهائي في اليمن.
- ينص اعلانُ المبادئ على آلياتٍ ضامنة لحماية المصالح الحيوية لأبناء حضرموت وهويتهم الثقافية والتاريخية وفقاً لمعايير المساحة والسكان ومساهمتها في الميزانية العامة للدولة.
- اهمية مبادرة الاشقاء في المملكة العربية السعودية ودول التحالف لدعم جهود السلطة المحلية في تحسين الأوضاع المعيشية والخدمية في حضرموت، والتدخل العاجل لمنع الانهيار الاقتصادي الأوسع والعمل بكل الوسائل على استئناف الصادرات النفطية من موانئ حضرموت والمناطق المحررة.
- تعزيز القوات المسلحة والامن بدماء جديدة من أبناء حضرموت، وتحسين موقفها الميداني والتسليحي ومنع إنشاء أي تشكيلات عسكرية خارج مؤسسات الدولة.
- تطلب المكونات الحضرمية من مجلس القيادة الرئاسي، وتحالف دعم الشرعية، دعم تنفيذ مقررات المشاورات الحضرمية في الرياض ۲۰۲۳م ، وتبني اجراءات تدعم هذا الاعلان.[3]

## المرجع
1. ↑  "تشكيل "مجلس حضرموت الوطني" بعد مشاورات شاملة في الرياض". مؤرشف من الأصل في 2023-06-21.
2. ↑  "https://www.okaz.com.sa/news/politics/2136595". مؤرشف من الأصل في 2023-06-21. {{استشهاد ويب}}: روابط خارجية في |عنوان= (مساعدة)
3. ↑  "مكونات وشخصيات سياسية في حضرموت تعلن إنشاء "مجلس حضرموت الوطني"". مؤرشف من الأصل في 2023-06-21.